# Menesia nigricornis
Menesia nigricornis är en skalbaggsart som först beskrevs av Aurivillius 1913.  Menesia nigricornis ingår i släktet Menesia och familjen långhorningar. Inga underarter finns listade i Catalogue of Life.